# سیارک ۲۷۳۲۷
سیارک ۲۷۳۲۷ (به انگلیسی: 27327 Lindaplante، نامگذاری:2000CW37)۲۷۳۲۷مین سیارک کشف شده‌است که در ۰۳ فوریه ۲۰۰۰ کشف شد.